# Archiv für Molluskenkunde
«Archiv für Molluskenkunde» — науковий журнал з малакології, видається Зенкенбергським товариством дослідження природи. Заснований 1868 року як Nachrichtsblatt der Deutschen Malakozoologischen Gesellschaft. Є одним з найстаріших малакологічних журналів у світі. Під сучасною назвою з 1920 року.
Друкує переважно статті з таксономії, систематики та морфології молюсків будь-яких груп з будь-яких регіонів, зокрема викопних. У журналі протягом його існування були вперше описані тисячі видів молюсків з усього світу.
Особливістю журналу є надзвичайно висока якість кольорового друку фотографій, ще з тих часів коли це було рідкістю.